# Антефікс

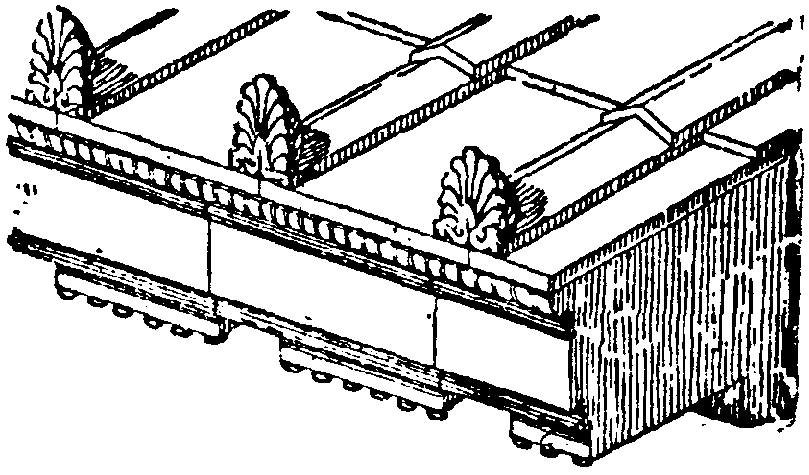
Антефікси на храмі, в стародавні Греції.

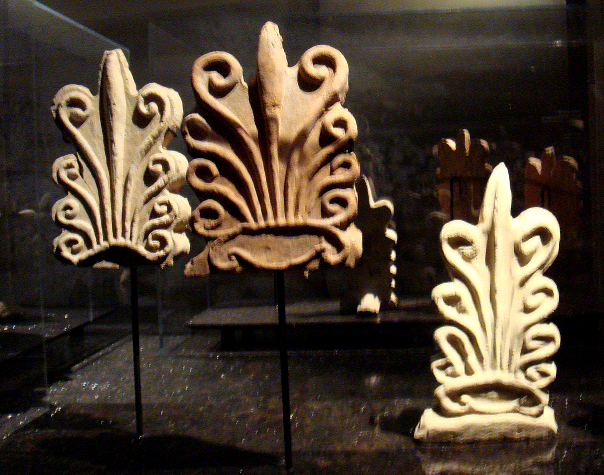
Антевікси, Афганістан, 2 століття до н. е.

Антефікс (лат. antefixus, від ante — «спереду» і fixus — «прикріплений») — вертикально поставлена над карнизом лобова черепиця з порізками, що розташовувалась над звисом покрівлі і прикривала в античній споруді шов між сусідніми черепицями.

## Опис
Виконувалася з мармуру або теракоти у вигляді пальмети, щита з маскароном або прикрашалася орнаментальними мотивами. Первісно виконувала захисну роль, охороняючи дерев'яні конструкції від затікання дощової води.